# Büyükada
Büyükada (Groot eiland), vroeger bekend onder de Griekse naam Prinkipos  of Prinkipo, is het grootste van de negen Turkse Prinseneilanden, gelegen voor de kust van Istanbul, in de Zee van Marmara. Bestuurlijk gezien behoort het eiland tot het district Adalar in de provincie Istanbul. 
Yücetepe is met 203 meter het hoogste punt van het eiland.
Sommige gebouwen herinneren aan de nu vrijwel verdwenen Grieks-orthodoxe bevolking van het eiland. Zo is er een enorm houten Grieks weeshuis, dat verlaten is en in slechte staat verkeert. 
De Russische revolutionair Leon Trotski verbleef hier enige tijd tijdens zijn ballingschap.
Burgazada · 
Büyükada ·
Heybeliada · 
Kaşıkadası · 
Kınalıada · 
Sedef Adası · 
Sivriada · 
Tavşanadası · 
Yassıada